# Vinzenz Hamp
Vinzenz Hamp (* 4. Mai 1907 in Eppishausen; † 3. Januar 1991 in Tutzing) war ein katholischer Theologe und Professor für Exegese des Alten Testaments an der Ludwig-Maximilians-Universität München.

## Biografie
Nach dem Besuch des Gymnasiums in Dillingen begann Vinzenz Hamp das Studium der Theologie an der Universität München, wo er 1937 zum Doktor der Theologie promoviert wurde. Bedingt durch den Zweiten Weltkrieg folgten einige Jahre in der Seelsorge, bevor er seine theologischen Studien fortsetzen konnte und sich 1946 an der Münchener Universität im Fach Alttestamentliche Exegese habilitierte.
Bereits ab 1945 lehrte er als außerordentlicher und ab 1950 als ordentlicher Professor an der damaligen Philosophisch-theologischen Hochschule Freising alttestamentliche Exegese und biblisch-orientalische Sprachen. 1953 wurde er als Professor für alttestamentliche Exegese an die Katholisch-Theologische Fakultät der Universität München berufen, an der er bis zu seiner Emeritierung tätig war.
Von 1957 bis 1977 war er als Herausgeber für den alttestamentlichen Teil der renommierten Biblischen Zeitschrift verantwortlich. Die Schwerpunkte in der wissenschaftlichen Arbeit von Vinzenz Hamp lagen in der Erforschung der alttestamentlichen Weisheitsbücher und in der Übersetzung des Alten Testaments ins Deutsche (Pattloch-Bibel).
Als Amateurbotaniker, Bryologe und aktives Mitglied der Bayerischen Botanischen Gesellschaft sammelte Hamp vor allem in Südbayern Moose und Flechten. Der Verbleib seines Moosherbars mit 1500 Proben ist unbekannt.
Hamp war Mitglied der katholischen Studentenverbindungen KDStV Agilolfia Freising und KDStV Trifels München (Ehrenmitglied) im Cartellverband.

## Werke (Auswahl)
- Der Begriff „Wort“ in den aramäischen Bibelübersetzungen. Ein exegetischer Beitrag zur Hypostasen-Frage und zur Geschichte der Logos-Spekulationen, München 1938 (Dissertationsschrift).
- Anleihen der Septuaginta-Übersetzer beim aramäischen Wortschatz, 1946 (unveröffentlichte Habilitationsschrift)
- Das Buch der Sprüche (Echter Bibel. Altes Testament, Lfg. 8), Würzburg 1949; 2. Aufl. 1964.
- Baruch (Echter Bibel. Altes Testament, Lfg. 11), Würzburg 1950; 3. Aufl. 1954.
- Sirach (Echter Bibel. Altes Testament, Lfg. 13), Würzburg 1950; 3. Aufl. 1951.